# International MaxxPro
International MaxxPro — бронетранспортёр производства Navistar International, принятый на вооружение США в 2007 году для срочного перевооружения войск в Ираке, перспективная замена HMMWV во всех передовых частях вооружённых сил США.

## История
63 % убитых и 69 % раненых в Ираке в 2003—2007 годах военнослужащих США приходятся на потери от самодельных взрывных устройств. В 2006 году Пентагон запустил срочную программу постройки бронированных автомобилей, защищённых от мин и стрелкового огня из засад (англ. Mine Resistant Ambush Protected, MRAP). Программу MRAP жёстко критикуют за неорганизованность и распыление средств: после срочного конкурса и испытаний в марте-июне 2007 года заказы на тысячи машин разных образцов были выданы сразу пяти компаниям — Force Protection Inc, BAE Systems, Stewart & Stevenson, General Dynamics и Navistar. По существу, Пентагон мобилизовал на выполнение срочного заказа всех наличных поставщиков. При этом планируемая доставка броневика воздухом из США в Ирак стоит 750 000 долларов — дороже, чем сам MaxxPro (548 000 долларов).
На конец декабря 2007 года на долю Navistar достались контракты на поставку 4471 машины на сумму 2,7 млрд долларов, или 40 % от программы в целом. Основной заказчик MaxxPro и распорядитель программы MRAP — Корпус морской пехоты США. Источники в Багдаде сообщают о потенциальном расширении контракта до 7000 машин.

## Конструкция
Navistar, как и конкуренты, представил на конкурс проект, базировавшийся на полноприводном грузовом шасси общего назначения с 330-сильным двигателем (International WorkStar 7000). На шасси установлено боевое отделение на 6 человек, собранное на болтах и защищённое снизу V-образной плитой, предназначенной для отклонения взрыва в стороны от экипажа. Утверждается, что MaxxPro способен защитить экипаж при наземном взрыве мины до 7 кг в тротиловом эквиваленте. Общая масса машины 14 тонн, само шасси не бронировано. Аналогичная конструкция применяется на немецком Dingo ATF, поступившем на вооружение бундесвера в 2001.

## Модернизация
- В июне 2008 года был разработан вариант MaxxPro Plus[8]
- В конце 2008 года был разработан вариант MaxxPro Dash. 16 февраля 2010 года был подписан контракт общей стоимостью 752 млн долларов, который предусматривал установку на 1050 выпущенных бронемашин MaxxPro Dash новой независимой подвески с целью улучшить проходимость[9]
- Для улучшения защиты бронемашин MaxxPro от кумулятивных гранат противотанковых гранатомётов были разработаны комплекты решётчатых противокумулятивных экранов. В феврале 2011 года командование армии США заказало 829 комплектов «RPG Net» производства компании «QinetiQ North America» общей стоимостью 40 млн долларов[10].
- 20 августа 2018 году издание «Брэкинг Дефенс» сообщило, что армия США получит на вооружение несколько мобильных комплексов радиоэлектронной борьбы «Крэв Дак». Новый комплекс «Крэв Дак» планируется установить на бронетранспортере «Макспро», с дальнейшей поставкой РЭБ Республики Кореи и Европы.

## Страны-эксплуатанты
- Афганистан — поставляются 155 единиц Maxxpro на 2016 год[11]
- Албания — 40 единиц MaxxPro по состоянию на 2024 год[12]
- Алжир — около 60 MaxxPro Dash в целевом капитале oни служат в 116-м RМО[13]
- Бангладеш — более 81 единицы MaxxPro по состоянию на 2022 год[14]
- Венгрия — 12 единиц MaxxPro Plus на вооружении по состоянию на 2024 год[15]. В январе 2011 года 10 машин были переданы США для венгерского контингента в Афганистане[16]; в конце сентября 2013 года от США было получено ещё 12 шт.[17]
- Египет — 12 единиц MaxxPro по состоянию на 2022 год[14]
- Иордания − 100 MaxxPro по состоянию на 2016 год[18]
- Ирак — 30 единиц MaxxPro и 7 Maxxpro ARV на 2022 год[14][19]
- Испания — 14 единиц MaxxPro по состоянию на 2022 год[14]
- Ливан — 8 единиц MaxxPro по состоянию на 2022 год[14]
- Нигерия — более 7 единиц MaxxPro по состоянию на 2022 год[14]
- ОАЭ — около 680 единиц MaxxPro LWB и 15 Maxxpro ARV по состоянию на 2022 год[14]
- Республика Корея − 10 MaxxPro по состоянию на 2016 год[20]
- Пакистан — 225 единиц MaxxPro и 35 Maxxpro ARV по состоянию на 2022 год[14]
- Польша — 100 единиц MaxxPro на вооружении по состоянию на 2024 год[21]. 30 машин были переданы США для польского контингента в Афганистане[22][23];
- Румыния — 60 единиц MaxxPro на вооружении по состоянию на 2024 год[24]. Переданы США в 2010 году для румынского контингента в Афганистане[25][26]
- Сингапур — 15 единиц MaxxPro Dash по состоянию на 2016 год[27][28]
- США — 2,633 MaxxPro Dash и 301 MaxxPro LWB по состоянию на 2022 год, в Резерве Армии США[29]
- Узбекистан — 50 единиц MaxxPro Plus и 20 Maxxpro ARV по состоянию на 2022 год[14]
- Украина — 440 MaxxPro по состоянию на 2024 год[30][31][32]
- Хорватия — 21 единиц MaxxPro и 5 Maxxpro ARV по состоянию на 2024 год[33]
- Эстония — в июне 2011 года 6 машин были переданы США для эстонского контингента в Афганистане[34]